# Marco Pašalić
Marco Pašalić (kiejtése [mâːrko pǎʃalitɕ], Karlsruhe, 2000. szeptember 14. –) német születésű horvát válogatott labdarúgó, az Orlando City játékosa.

## Pályafutása

### Klubcsapatokban
A SV Sandhausen, a Karlsruher, az SG Siemens Karlsruhe, az 1899 Hoffenheim és a VfB Stuttgart korosztályos csapataiban nevelkedett. 2021 nyarán a VfB Stuttgart II csapatából szerződtette a Borussia Dortmund II. 2021. augusztus 17-én Marco Rose az első csapat vezetőedzője nevezte a szuperkupa-döntőjébe a Bayern München ellen, majd pályára is lépett a 3–1-re elvesztett találkozón. Nem sokkal később sérülés miatt több mérkőzést is kihagyott. 2022. november 8-án mutatkozott be a Bundesligában csereként a VfL Wolfsburg ellen. 2023 nyarán a horvát HNK Rijeka szerződtette. 2025. február 5-én az amerikai Orlando City 3+1 évre szerződtette.

### A válogatottban
Többszörös horvát korosztályos válogatott. 2023. november 18-án mutatkozott be a felnőttek között a Lettország ellen 2–0-ra megnyert 2024-es labdarúgó-Európa-bajnokság selejtező mérkőzésén. 2024. május 20-án bekerült Zlatko Dalić szövetségi kapitány a 2024-es labdarúgó-Európa-bajnokságra készülő 26 fős keretébe.

## Sikerei, díjai
- VfB Stuttgart II: 
  - Oberliga Baden-Württemberg bajnok: 2019–20